# سال جهانی زبان‌های بومی
سازمان ملل متحد سال ۲۰۱۹ را سال جهانی زبان‌های بومی (به انگلیسی: International Year of Indigenous Languages) نام‌گذاری کرد. هدف از این نام‌گذاری، افزایش آگاهی نسبت به پیامدهای به خطر افتادن زبان‌های بومی در سراسر جهان و نیز ایجاد ارتباط بین زبان، توسعه، صلح و آشتی بوده‌است.